# 1731 год в музыке

## События
- 23 марта — в лейпцигской Томаскирхе Иоганн Себастьян Бах впервые исполнил свой пассион Markus-Passion, BWV 247 (BC D 4).
- Академия вокальной музыки (англ. Academy of Vocal Music) в Кембридже меняет своё название на Академию старинной музыки (англ. Academy of Ancient Music).
- Жан-Филипп Рамо встречает своего покровителя, генерального откупщика Ла Пуплиньера.
- Антонио Страдивари делает альт, который через сто лет будет принадлежать Никколо Паганини.
- Антонио Вивальди возвращается в Венецию.
- Карл Генрих Граун назначен вице-капельмейстером в Брауншвейге.
- Капельмейстер шведского королевского двора Юхан Хельмик Руман организует первые в истории Швеции публичные концерты.

## Классическая музыка
- Иоганн Себастьян Бах — Wachet auf.
- Луи де Ке д’Эрвелуа (фр. Louis de Caix d'Hervelois) — Коллекция пьес для флейты.

## Опера
- Томазо Альбинони — Fano.
- Франческо Коррадини (итал. Francesco Corradini) — Con amor non hay libertad.
- Франческо Корселли (итал. Francesco Corselli) — Venere placata.
- Карл Генрих Граун — «Ифигения в Авлиде» (итал. Iphigenia in Aulis).
- Георг Фридрих Гендель —
  - «Пор, царь Индии» (итал. Poro, re dell'Indie).
  - возрождённый «Тамерлан» (итал. Tamerlano).
- Иоганн Адольф Хассе — Cleofide.
- Джованни Баттиста Перголези — La concersione e morte di San Guglielmo.

## Родились
- 7 сентября — Элизабетта де Гамбарини, в замужестве Шазаль, английская певица (сопрано), органистка, клавесинистка, дирижёр и композитор итальянского происхождения (умерла 9 февраля 1765).
- 8 декабря — Франтишек Ксавер Душек (чеш. František Xaver Dušek), чешский клавесинист, пианист и композитор (умер 12 февраля 1799).
- 28 декабря — Кристиан Каннабих, немецкий капельмейстер, скрипач и композитор, ученик Никколо Йоммелли (умер 20 января 1798).
- Дата неизвестна — Пьер Вашон (фр. Pierre Vachon), французский композитор (умер 7 октября 1803).

## Умерли
- 27 января — Бартоломео Кристофори ди Франческо, итальянский мастер-изготовитель клавесинов, которого принято считать изобретателем фортепиано (родился 4 мая 1655).
- 1 мая (похоронен) — Иоганн Людвиг Бах, немецкий композитор и скрипач, кантор, а позднее капельмейстер в Майнингене, принадлежал к «майнингенской ветви» Бахов (родился 4 февраля 1677).
- Ноябрь — Иоганн Каспар Вильке (нем. Johann Caspar Wilcke), немецкий музыкант, отец Анны Магдалены Бах, певицы и второй жены Иоганна Себастьяна Баха.